# Leonor Watling

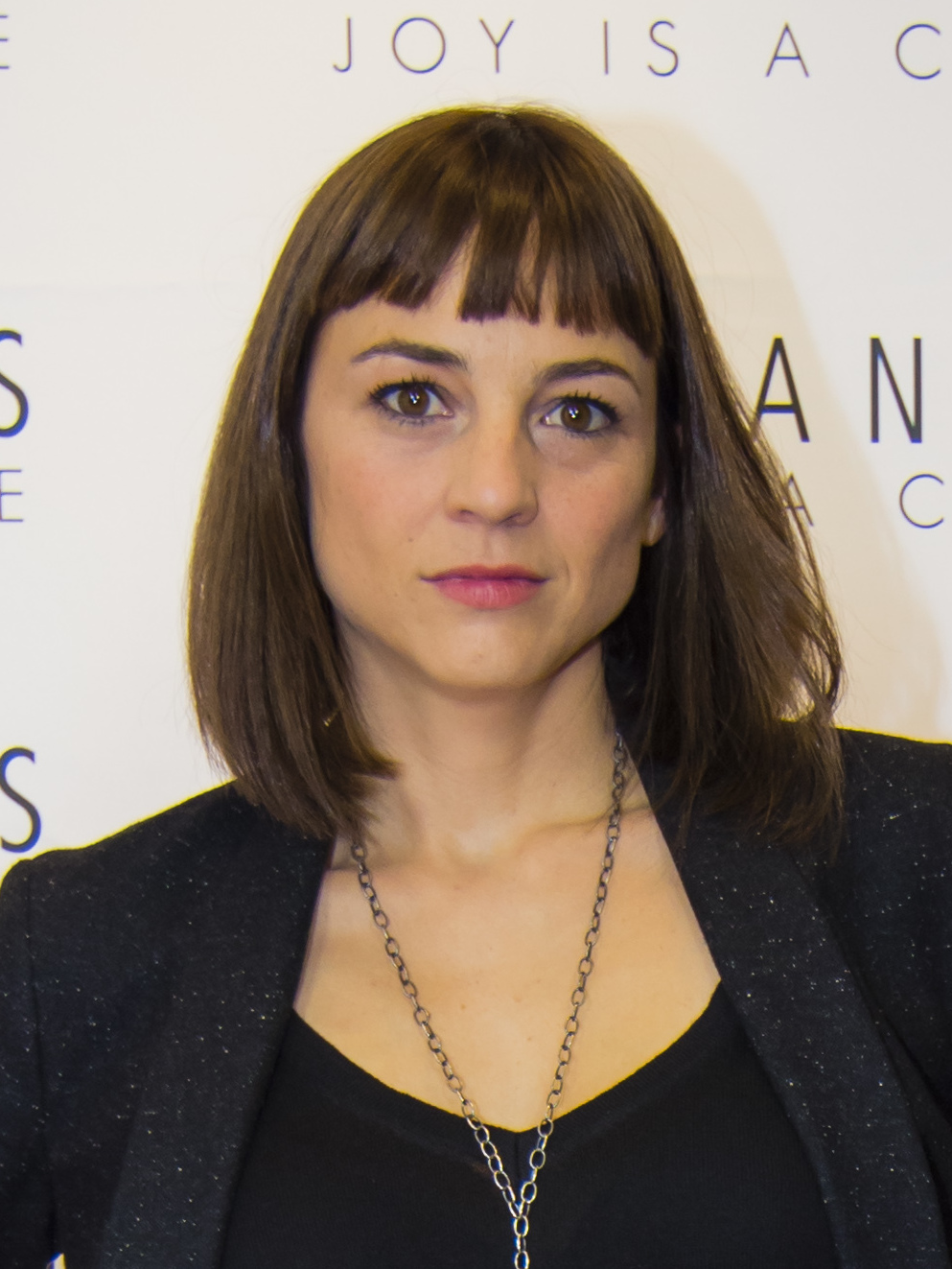
Leonor Watling (2016).

Leonor Ceballos Watling (* 28. Juli 1975 in Madrid, Spanien) ist eine spanische Schauspielerin und Sängerin. Ihre Mutter stammt aus Großbritannien.
Ihre ersten Auftritte hatte Leonor Watling im Theater, ehe sie im Alter von 15 Jahren eine Rolle in dem Film Jardines colgantes von Pablo Llorca erhielt. Sie spielte in mehreren erfolgreichen spanischen Fernsehserien mit und wurde schließlich durch die Serie Raquel busca su sitio einem breiteren Publikum bekannt.
Neben ihrer Karriere als Schauspielerin ist Leonor Watling auch die Sängerin der Gruppe Marlango.
Watling lebt in einer Beziehung mit dem uruguayischen Musiker Jorge Drexler, mit dem sie zwei Kinder, einen 2009 geborenen Sohn und eine 2011 geborene Tochter, hat.

## Filmografie (Auswahl)
- 1993: Hängende Gärten (Jardines colgantes)
- 2001: Son de Mar - Nicht ohne dich (Son de mar)
- 2002: Mein Leben ohne mich (My Life without me)
- 2002: Sprich mit ihr (Hable con ella)
- 2003: En la ciudad
- 2004: La mala educación
- 2004: Crónicas – Das Monster von Babahoyo (Crónicas)
- 2005: Das geheime Leben der Worte (La Vida Secreta De Las Palabras)
- 2006: Paris, je t’aime
- 2006: Die Kreuzritter – Der weiße Ritter (Tirante el Blanco)
- 2006: The Baby’s Room (Películas para no dormir: La habitación del niño)
- 2008: The Oxford Murders (The Oxford Murders)
- 2012: If I Were You
- 2013: Another Me – Mein zweites Ich (Another Me)
- 2013: The Food Guide to Love
- 2016–2017: Pulsaciones (Fernsehserie, 10 Episoden)
- 2018: Muse (Musa)
- 2020–2022: Nasdrovia (Fernsehserie, 12 Episoden)
- 2021: La templanza (Fernsehserie, 10 Episoden)
- 2021: Besos al aire: Küssen verboten (Besos al aire, zweiteilige Miniserie)
- 2022: No mires a los ojos
- 2022: No me gusta conducir (Fernsehserie, 5 Episoden)
- 2023: Chinas